# 東醴泉駅
東醴泉駅（トンイェチョンえき）は、大韓民国慶尚北道醴泉郡にかつて存在した韓国鉄道公社の駅である。

## 歴史
- 1966年12月12日 - 開業。
- 1974年6月1日 - 廃止。

## 隣の駅
韓国鉄道公社
慶北線
醴泉駅 - 東醴泉駅 - 高坪駅